# 그리스도의 시간

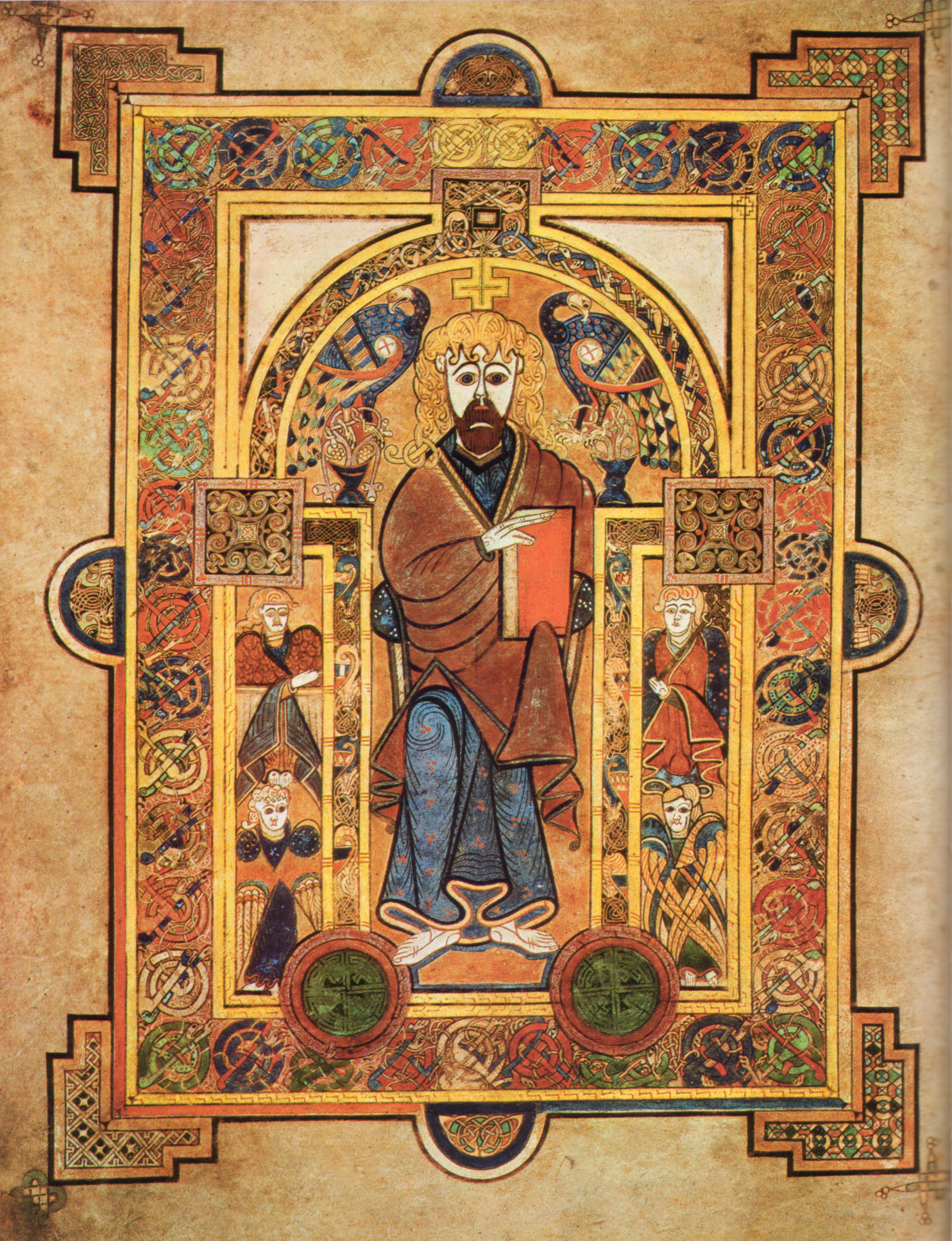
그리스도의 즉위 켈스의 책에서의 그림. 그리스도의 천국 시간의 중심 의미는 그의 임금으로서의 통치이다.

그리스도의 시간 또는 천국 시간의 기독교 교리는 예수 그리스도가 천국에 계신 성부의 오른쪽에 앉음을 말한다—단어 "session"은 "앉다"를 의미하는 고대 명사이다. 이전에 이 단어는 "앉는 행위"를 의미했지만, 그 의미는 현재 영어 사용에서 다소 넓으며, 교육 기간 (teaching session), 또는 법원이나 의회가 회기에 들어가는 (being in session) 등, 다양한 이유로 앉음을 가리키는 데 쓰인다. 신약도 서서 하늘에 걸어가는 예수를 묘사하지만, 그리스도의 시간 때문에 왕이자 그리스도의 역할에 대한 연결의 특별한 신학적 의미를 갖는다. 그리스도의 시간은 승천의 성명 바로 뒤에 "아버지 전능하신 하느님의 오른쪽에 앉으셨다"라고 특별히 사도 신경에 언급된 교리 중 하나이다.

## 같이 보기
- 장엄 속 그리스도
- 그리스도의 중재